# Заремба (герб)
Заремба (пол. Zaremba) — польский дворянский герб.

## Описание
На золотом поле обращенный в правую сторону лев, выходящий до половины из-за красной стены, на которой видно четыре золотых камня. В XI столетии этот герб перенесен из Богемии.

## Герб используют
Беляковичи (Belakowicz), Беляковские (Belakowski, Bielakowski), Белявские (Bielawski, Bilewski), Боксицкие (Boxycki), Брудзевские (Brudzewski), Бржостковские (Brzostkowski), Булаковские (Bulakowski), Бычковские (Byczkowski), Целинские (Celinski), Цереквицкие (Cerekwicki), Целецкие (Cielecki), Целюские (Cieluski), Черейские (Czerejski), Довойно (Dowojno), Држевошевские (Drzewoszewski), Фигетти (Figietty), Гастелль (Gastell), Гимель (Gimel), Гинет (Ginet, Ginett), Глосковские (Gloskowski), Годуровские (Godurowski), Горшевские (Gorszewski), Горжевские (Gorzewski), Грабовские (Grabowski), Яблоновские (Jablonowski), Ярачевские (Jaraczewski, Jaraczewski na Jaraczewie), Яскулецкие (Jaskulecki), Ястржембские (Jastrzebski, Jastrzembski), Калинова-Заремба (Kalinowa-Zaremba), Калиновские (Kalinowski), Клобушевские (Klobuszewski), Коржкевские (Korzkiewski), Кунчевичи (Kunczewicz), Маньковские (Mankowski), Миловичи (Milowicz), Носковские (Noskowski), Перловские (Perlowski), Погржибовские (Pogrzybowski), Рудзенские (Rudzienski), Рудзинские (Rudzinski), Саксо (Saxo), Скржинские (Skrzynski), Скварские (Skwarski), Стржижовские (Strzyzowski), Сухоржевские (Suchorzewski), Щенижевские (Szczenizewski), Тыменецкие (Tymieniecki, Tyminiecki), Велевицкие (Wielewicki), Высковские (Wyskowski), Зайончковские (Zaiaczkowski, Zajaczkowski), Заремба (Зарэмба, Zareba, Zaremba, Zarembo, Z. z Krolikowa), Зарембинские (Zarebinski, Zarembinski), Зарембские (Zarembski, Zarebski)